# Rigadon
Rigadon eller  Rigaudon  är en fransk figurdans lånad från Provence i Frankrike, som påstås ha stiliserats av dansmästaren Rigaud från Marseille 1485. Genom den engelska dansmästaren Isaac blev dansen åter populär på 1700-talet. Dansen dansas på stället av ett par utan att de rör vid varandra. En bit text lyder:
”And Isaac's Rigadoon shall live as long
As Raphael's painting, or as Virgil's song.”
Rigadonen går i snabb 2/4-takt.
Ordet "rigaudon" är av oklart ursprung, möjligen kommer det just från ovan nämnde dansmästare Rigaud.